# Produção marginal
Em economia, a produção marginal ou produto marginal é um conceito básico da economia neoclássica, e pode ser definida como o produto extra produzido por uma unidade a mais de insumo (por exemplo, a diferença na produção quando o trabalho de uma empresa é ampliado de cinco para seis unidades). Partindo do princípio de que não tenha havido nenhuma alteração de outros fatores de produção, a produção marginal de uma determinada entrada {\displaystyle X} pode ser expressa na seguinte fórmula:
{\displaystyle \mathrm {PM} ={\frac {\Delta \mathrm {Y} }{\Delta \mathrm {X} }}}
em que {\displaystyle \Delta X}é a variação do valor dos fatores produtivos e {\displaystyle \Delta Y}é a variação da quantidade produzida.